# Tohjiro
Tohjiro or TOHJIRO est un réalisateur de films pornographiques « inventif et créatif ». Il est le fondateur des studios Dogma dont il a été le « réalisateur charismatique ». Il a été surnommé « le plus grand réalisateur de films pornographiques au monde ».[non neutre]

## Biographie
Tojiro, de son nom patronymique Chishō Itō (伊藤智生), est né en 1956 dans le quartier de Roppongi à Tokyo.

## Carrière
Tohjiro commence comme réalisateur indépendant. Il écrit le scénario et réalise le film Gondola (ゴンドラ) qui sort en salle au mois d'octobre 1987, puis, ultérieurement en VHS. Le film lui vaut le prix du Meilleur Nouveau Réalisateur au festival du film de Yokohama qui s'est tenu dans ladite ville en 1988.

### Début de carrière dans le film pornographique
La première vidéo pornographique réalisée par Tohjiro en 1989 paraît au mois de janvier 1990 sous le titre Blue Film (ブルーフィルム). Il met en scène Nao Saejima, une nouvelle idole de la vidéo pornographique recrutée pour les studios V&R Planning récemment créés par Koaru Adachi,. La vidéo intitulée New Female Teacher Special: Dangerous Sailor Story After School et réalisée en décembre 1991 pour V&R Planning est la première d'une longue série à succès,. Au cours de la mi-1990, outre V&R Planning, Tohjiro travaille pour d'autres studios nouvellement créés dont VIP, Cosmos Plan, Alice Japan, Max-A et Kuki. À cette époque, Tohjiro réalise des vidéos couvrant la plupart des styles et genres pornographiques prisés par les japonais comme le cosplay (Uniform Connection 13, Uniform Connection 16), anal (Fall of the Virgin), viol simulé (Ayano Kotobuki in Sexy Teacher Hunt), scènes impliquant l'utilisation de vibromasseurs ainsi que des masturbations/pénétrations à l'aide de légumes (Erotic Sensuality, Shocking Fuck). Pour les studios Shy, il a également réalisé quelques films de bondage pour CineMagic dont le premier épisode de la série des Immoral Angel ainsi que le 25e intitulé Immoral Angel 25 paru en septembre 1996. Il collabore à la série des Slave Secretary en réalisant Abnormal Privacy: Slave Secretary 16 en janvier 1997,.
Tohjiro réalise sa 200e vidéo, Incomplete, Chisato Aihara, pour les studios Shy en juillet 1997. Il est primé deux fois par la revue spécialisée de Tokyo Orange Communications (オレンジ通信) qui a fermé ses portes en 2009,.

### SOD
Le réalisateur travaille surtout pour les importants studios de location de vidéos jusqu'en 1997 date à laquelle il rejoint les studios « indie » SOD nouvellement créés qui diffusent eux-mêmes leurs propres vidéos sur le marché et dont les standards sont plus laxistes. Au début du mois de décembre 1997, SOD publie une série de vidéos réalisées par Tohjiro sous la marque Hamlet et dont la première, intitulée Real Fetish, porte le numéro TJ-001. Cette bande VHS a été gravée sur DVD et distribuée sous cette forme par la suite. On peut y voir l'actrice Sanae Asō dans des scènes de bondage et de sadomasochisme; en particulier celle où elle réalise une scène de sexe couverte de boyaux,.
Tojiro réalise parallèlement des vidéos pour d'autres studios que SOD. Il serait à l'origine de Sexy Butt, mettant en scène l'actrice Yuri Komuro pour son premier film chez Alice Japan en janvier 1998. Elle y interprète le rôle d'une Alien venue de l'espace qui a des rapports sexuels avec des terriens. Elle parait également par deux fois dans des vidéos de sadomasochisme diffusées par les studios h.m.p. au cours des mois d'avril et de juin 1998 sous la marque Kitan Club.
Kurumi Morishita étant étroitement associée aux vidéos de Tohjiro pendant plusieurs années, il a été dit que le réalisateur aurait lancé la carrière de l'actrice chez SOD. Il a dirigé Ubu, le premier film de Morishita, au mois de septembre 1998.
Au mois de décembre 1999, Ganari Takahashi, le fondateur et PDG des studios SOD, interdit à Tohjiro de réaliser des films pornographiques pour SOD pendant une durée un an en lui disant « Va t'en et réorganise ton cerveau tourné vers la pornographie! Tes films récents ont perdu leur avance ». Tohjiro travaille alors sur des films de V-cinema pour le compte de SOD. C'est ainsi que paraissent successivement Lovely Woman Teacher (愛しの女教師) en mai 2000 avec l'actrice Mirei Asaoka, Nude Hostess (全裸若女将) avec Kurumi Morishita en octobre 2000 et nana (なな) avec Chinatsu Itō au mois de décembre 2000. Ces trois vidéos initialement diffusées en VHS ont été gravées sur DVD ultérieurement par SOD,,, !

### Dogma
Tohjiro revient au bout d'une année en disant : « Je vais faire un malheur chez SOD ! ». En février 2001, il fonde les studios Dogma au sein même du groupe SOD. Le premier DVD à paraitre sous la marque Dogma en avril 2001 s'intitule Innocent Desire (Désir innocent) avec son actrice préférée Kurumi Morishita. Tohjiro sépare Dogma de SOD un mois plus tard pour créer une nouvelle entité dans l'industrie de la pornographie. Morishita quitte alors SOD pour Tohjiro et Dogma avec laquelle elle signe un contrat.
Avec Tohjiro à sa tête, Dogma est une entreprise florissante spécialisée dans les publications fétichistes incluant Bondage japonais, fellations forcées ainsi que divers thèmes sadomasochistes. Les succès des studios nouvellement créés s'attirent les foudres de SOD contraignant Tohjiro et Morishita à faire la paix. Le tournage deStripper, une vidéo de saphisme mise sur le marché en décembre 2005 et mettant en scène, outre Morishita, la star de SOD en la perwsonne de Nana Natsume.
En plus de Morishita, d'autres actrices ayant principalement travaillé pour Dogma comme Mayura Hoshitsuki, Chihiro Hasegawa, Maki Tomoda et Marin Izumi. ainsi que quelques autres regroupent les femmes connues sous le nom de « Femmes M » (M comme Masochistes) de Dogma. En décembre 2005, Tohjiro crée une série spéciale sur des thèmes sadomasochistes éditée sous la marque CORE SM et dont le premier DVD s'intitule Maki Tomoda - Bound Masochistic Slave.
Dogma parraine les Dogma D-1 Climax Awards (D-1　クライマックス), concours réservé aux réalisateurs qu'ils fassent partie ou non des studios Dogma. Tojiro arrive à la première place en 2005 et 2006 mais seulement neuvième en 2007, dernière année du concours,.
Vers le milieu de 2008, Tohjiro invite l'acteur de films pornographiques Taka Kato chez Dogma pour le 10e anniversaire de leur vidéo Lessons in Secret Technique « Schiofuki »,. Deux nouvelle vidéos sont diffusées à cette occasion : 10 Year Special Lessons In Secret Technique Men’s Bible Vol. 1 parue le 19 juin 2008 et sa suite 10 Year Special - Lessons In Secret Technique - Men’s Bible Vol. 2, parue un mois après la précédente, le 19 juillet 2008. Kato détaille dans les deux vidéos ses techniques pour induire un schiofuki chez ses partenaires.
Tohjiro présente une vidéo qu'il a réalisé pour Dogma intitulée Vomit Enema Ecstasy X au concours de l'AV Grand Prix en 2009. Il crée des vagues en déclarant que son petit studios indie gagnerait face à S1 No. 1 Style pourtant favori,. S1 remporte le Grand Prix ainsi que plusieurs autres mais Tohjiro fait bonne figure en remportant le prix des Meilleures Ventes de Video ainsi que les 2 millions de Yens (17 900 euros) l'accompagnant.
Sa biographie sur le site de Dogma le considère comme « un rare génie » et « qu'il est toujours un être pervert bien qu'ayant atteint la cinquantaine ». A contrario, d'après une entrevue journalistique de septembre 2009 avec une femme aspirant à devenir une actrice films pornographiques, Aoi le décrit comme « un malade, un monstre impuissant » et un « pervers sans talent ».

## Filmographie sélective

### Années 1990
| Titre de la vidéo                                                                               | Producteur No d'identification         | Parution                          | Actrice                   | Notes                                |  |
| ----------------------------------------------------------------------------------------------- | -------------------------------------- | --------------------------------- | ------------------------- | ------------------------------------ |  |
| Blue Film ブルーフィルム                                                                        | V&R Planning VR-154                    | 24-01-1990                        | Nao Saejima               | Débuts de Tohjiro                    |  |
| The Brand New Woman Teacher 新任女教師                                                          | V&R Planning VR-188                    | 13-07-1991                        | Rie Ōshima                |                                      |  |
| New Female Teacher Special: Dangerous Sailor Story After School あぶない放課後 女教師スペシャル | V&R Planning VR-192                    | 13-12-1991                        | Maria Sawaguchi           |                                      |  |
| VIP 9B-003                                                                                      | 17-01-1992                             | Kozue Igarashi                    |                           |                                      |  |
| Uniform Connection 13 出血大制服13                                                              | VIP 9B-019                             | 27-03-1992                        | Kozue Igarashi            |                                      |  |
| Virgin Suplex Hold ヴァージンスープレックスホールド 河合ふみえ                                  | V&R Planning Virgin VA-123             | 21-11-1992                        | Fumie Kawai               |                                      |  |
| Uniform Connection 16 出血大制服１６                                                            | VIP 10B-025                            | 16-04-1993                        | Rie Tezuka                |                                      |  |
| Heavy Drinking Erotica 暴飲エロティカ                                                           | Media Station Bazooka BS-104           | 18-04-1993                        | Ayumi Hara                |                                      |  |
| Love Aishichau 愛・愛しちゃう                                                                   | Cosmos Plan IS-91                      | 29-04-1993                        | Yumi Shindō               |                                      |  |
| Sign Wa "V" "V" サインはブイブイ                                                                | Alice Japan KA-1572                    | 30-07-1993                        | Mari Mizuki               |                                      |  |
| New Female Teacher Special 新・女教師スペシャル                                                 | V&R Planning Vogue VO-124              | 13-09-1993                        | Ari Andō                  |                                      |  |
| Pink no Takarabako ピンクの宝箱                                                                 | Alice Japan KA-1587                    | 24-09-1993                        | Yumi Shindō               |                                      |  |
| Graduation Vol.2 卒業 第２章                                                                    | MaxA Calen XC-1017                     | 24-12-1993                        | Narumi Oda                |                                      |  |
| Begging Daughter おねだり娘                                                                     | MaxA Samansa XS-2047                   | 18-03-1994                        | Saki Mizusawa             |                                      |  |
| Hips Dynamite 尻ダイナマイト                                                                    | Alice Japan KA-1677                    | 16-09-1994                        | Saki Mizusawa             |                                      |  |
| Greedy Sheep 羊たちは貪欲                                                                       | Alice Japan KA-1684                    | 28-10-1994</center                | Saya Hidaka               |                                      |  |
| Graduation Vol.3 卒業 第３章                                                                    | MaxA Calen XC-1028                     | 27-01-1995                        | Maria Suzuki              |                                      |  |
| Do You Wanna Do A Super Star? スーパースターとしませんか                                        | Alice Japan Babylon KR-9009            | 19-05-1995                        | Saya Hidaka               |                                      |  |
| Deep Kiss                                                                                       | MaxA Samansa XS-2108                   | 22-09-1995                        | Sanae Asō                 |                                      |  |
| New Female Teacher Special 新・女教師スペシャル                                                 | V&R Planning Vogue VO-148              | 16-11-1995                        | Saya Hidaka               |                                      |  |
| Here's Ai Mizuno                                                                                | 水野愛でございます！！                 | Kuki Vinl JF-338                  | 17-02-1996                | Ai Mizuno                            |  |
| Erotic Sensuality, Shocking Fuck 官能エロ Shocking Fuck                                         | MaxA Calen XC-1063                     | 30-08-1996                        | Misuzu Saeki              |                                      |  |
| Immoral Angel 25 インモラル天使２５                                                             | CineMagic VS-429                       | 27-09-1996                        | Marika Suzuki             |                                      |  |
| Abnormal Privacy: Slave Secretary 16 Abnormal Privacy 奴隷秘書16                                | CineMagic VS-447                       | 31-01-1997                        | Nanako Sakurasawa         |                                      |  |
| Ayano Kotobuki in Sexy Teacher Hunt 女教師狩りin寿綾乃                                          | Max-A Calen XC-1078                    | 31-01-1997                        | Ayano Kotobuki            |                                      |  |
| Incomplete, Chisato Aihara 未完成 愛原ちさと                                                    | Shy FE-377                             | 24-07-1997                        | Chisato Aihara            | 200e vidéo pornographique de Tohjiro |  |
| Fall of the Virgin 崩壊ヴァージン                                                               | Alice Japan Babylon KR-9053            | 08-08-1997                        | Izumi Arimori             |                                      |  |
| Real Fetish レアフェティッシュ                                                                  | SOD Hamlet TJ-001 (VHS) SDDL-150 (DVD) | 05-12-1997 (VHS) 17-05-2002 (DVD) | Sanae Asō                 |                                      |  |
| Sexy Butt 女尻                                                                                  | Alice Japan                            | 23-01-1998                        | Yuri Komuro               |                                      |  |
| Kitan Club 42: Squirming 奇譚クラブ４６ 縄よ！                                                  | h.m.p. Kitan Club TKT-008              | 30-06-1998                        | Izumi Maki                |                                      |  |
| Kitan Club 46: Oh, My Rope! 奇譚クラブ４２ 蠢                                                   | h.m.p. Kitan Club TKT-004              | 27-04-1998                        | Ayane Yuki & Kozue Yukino |                                      |  |
| Ubu うぶ 森下くるみ                                                                             | SOD Ubu UBU-001                        | 18-09-1998                        | Kurumi Morishita          | Début de Kurumi Morishita            |  |
| After School - The Female Teacher Story あぶない放課後 新・女教師スペシャル                     | V&R Planning                           | 19-10-1998                        | Yuri Komuro               |                                      |  |
| Nurse Hunting: Female Body Laboratory 女体実験室 ナース狩り                                     | SOD SDDL-010                           | 09-04-1999                        | Kurumi Morishita          |                                      |  |
| Lost Anal Virgin 喪失 ［アナルウ゛ァージン］                                                    | SOD SDDL-013                           | 14-05-1999                        | Kurumi Morishita          |                                      |  |

### Années 2000
| Titre de la vidéo | Producteur No d'identification | Parution      | Actrice                                                                                                  | Notes                                                 |          |
| --- | ------------------------------ | ------------- | --- | ----------------------------------------------------- | -------- |
| Innocent Desire 青い性欲                                                                                                 | Dogma DDT-001                  | 07-06-2001    | Kurumi Morishita                                                                                         | Première vidéo de Tohjiro sous la marque Dogma        |          |
| 2nd Fan Gratitude Day 第2回森下くるみのファン感謝デー                                                                    | SOD SDDH-013                   | 20-11-2001    | Kurumi Morishita                                                                                         |                                                       |          |
| Roommate ルームメイト | Dogma DDT-021                  | 06-04-2002    | Kurumi Morishita & Ai Nagase                                                                             |                                                       |          |
| Semen Teacher ザーメン女教師                                                                                             | Dogma DDT-026                  | 06-05-2002    | Kurumi Morishita                                                                                         |                                                       |          |
| Object Stalker, Rape Slave (Beautiful Slave) 主観ストーカー レイプ奴隷                                                   | Dogma DDT-026                  | 10-09-2002    | Kurumi Morishita                                                                                         |                                                       |          |
| Mourning Dress Sisters, Close Relative Lesbian 喪服の姉妹 近親レズビアン                                                 | Dogma DDT-052                  | 10-12-2002    | Kurumi Morishita & Sayaka Tsutsumi                                                                       | Saphisme                                              |          |
| - Confinement Chair Trance Ran Asakawa 拘束椅子トランス                                                                  | Dogma DDT-055                  | 10-01-2003    | Ran Asakawa                                                                                              |                                                       |          |
| Forest in Nude ミリオンスペシャル ヌードの森 〜メモワール レズビアン〜                                                   | KMP Million MILV-081           | 27-06-2003    | Kurumi Morishita & Nao Oikawa                                                                            | Saphisme                                              |          |
| Confinement Chair Trance 拘束椅子トランス                                                                                | Dogma DDT-072                  | 10-10-2003    | Kurumi Morishita                                                                                         |                                                       |          |
| Change チェンジ 森下くるみ・桜井風                                                                                       | Dogma DDT-086                  | 15-04-2004    | Kurumi Morishita & Fūka Sakurai                                                                          |                                                       |          |
| Confinement Chair Trance Mayura Hoshitsuki 拘束椅子トランス                                                              | Dogma DDT-095                  | 10-07-2004    | Mayura Hoshitsuki                                                                                        |                                                       |          |
| Confinement Chair Trance Maki Tomoda 拘束椅子トランス                                                                    | Dogma DDT-103                  | 08-11-2004    | Maki Tomoda                                                                                              |                                                       |          |
| White Semen Bukakke again 白い性欲 星月まゆら                                                                            | Dogma DDT-111                  | 08-02-2005    | Mayura Hoshitsuki                                                                                        |                                                       |          |
| Inside a Treasure 蔵の中                                                                                                 | Moodyz Killer MDED-383         | 15-04-2005    | Kurumi Morishita & An Nanba                                                                              |                                                       |          |
| Women Only Orgy Party - Endless Lesbian 女だけの乱交パーティー                                                           | Dogma DDT-127                  | 15-08-2005    | Sakura Sakurada, Ami Nishimura, Ram Himemiya, Urara Haru, Rua Maino & Yun Mayuki                         | Saphisme                                              |          |
| M Drug - Female Meat Toilet - Mayura Hoshitsuki Mドラッグ 女体肉便器・連続強制フェラ・生中出し                           | Dogma D1-009                   | 15-09-2005    | Mayura Hoshitsuki                                                                                        | 1er au concours Dogma D-1 Climax Awards               |          |
| Girls and the Imprisonment in a Harem 女子校生監禁ハーレム                                                               | Dogma DDT-130                  | 19-10-2005    | Chihiro Hasegawa, Yuria Hidaka & Nana Miyachi                                                            |                                                       |          |
| Stripper ストリッパー | SOD SDDM-727                   | 04-12-2005    | Kurumi Morishita & Nana Natsume avec Sakura Sakurada, Maki Tomoda & Ami Nishimura                        |                                                       |          |
| Maki Tomoda - Bound Masochistic Slave 縄・Ｍ女優コレクション 友田真希                                                    | Dogma COT-001                  | 19-12-2005    | Maki Tomoda                                                                                              | Première vidéo parue sous la marque CORE              |          |
| Rope Lesbian Triangle 縄・トライアングル レズビアン                                                                      | Dogma COT-004                  | 19-06-2006    | Kurumi Morishita, Mayura Hoshitsuki & Shuri Himesaki                                                     | Saphisme                                              |          |
| LesFist Drug レズフィスト・ドラッグ                                                                                      | Dogma D1-211                   | 19-09-2006    | Maki Tomoda & Chihiro Hasegawa                                                                           | Saphisme Première au concours Dogma D-1 Climax Awards |          |
| Lolita Sperm Lesbian ロリスペレズ 星月まゆら 長谷川ちひろ                                                                | Dogma DDT-154                  | 19-12-2006    | Chihiro Hasegawa & Mayura Hoshitsuki                                                                     |                                                       |          |
| Underarm Hair Drug - The Dream Of A Girl With Underarm Hair ワキ毛・ドラッグ~ワキ毛少女の見る夢~ 星月まゆら              | Dogma DDT-166                  | 19-04-2007    | Mayura Hoshitsuki                                                                                        |                                                       |          |
| The Rope - 7 M Women 縄・7人のM女                                                                                        | Dogma COT-009                  | 19-06-2007    | Maki Tomoda, Hine Otsuka, Marin Izumi, Mayura Hoshitsuki, Yuria Hidaka, Chihiro Hasegawa & Akane Mochida |                                                       |          |
| Vomit Lesbian Drug ゲボレズ・ドラッグ                                                                                    | Dogma COT-010                  | 19-08-2007    | Mayura Hoshitsuki & Akane Mochida                                                                        | Saphisme                                              |          |
| Best of M Drug - Female Meat Toilet Mドラッグ・スペシャル 女体肉便器ベスト                                               | Dogma AVGL-019                 | 01-12-2007    | Mayura Hoshitsuki, Chihiro Hasegawa, Marin Izumi & Momo Nakamura                                         | Présenté à l'AV Grand Prix de 2008                    |          |
| Ero Pop Girl ERO POP GIRL ベロチュパ・レズ                                                                               | Dogma DDT-174                  | Dogma DDT-174 | 19-02-2008                                                                                               | Mayura Hoshitsuki & Ryo Matsushima                    | Saphisme |
| Bondage Chair Legend 拘束椅子Ｌｅｇｅｎｄ                                                                                | Dogma DDT-178                  | 19-03-2008    | Maria Ozawa                                                                                              |                                                       |          |
| 10 Year Special Lessons In Secret Technique Men’s Bible Vol. 1 あれから10年 秘技伝授 男のバイブル[完全潮吹き入門] Vol. 1 | Dogma DDT-185                  | 19-06-2008    | Mayura Hoshitsuki, Hotaru Akane, Ryo Akanishi, Marin Izumi & Yū Tsuyuno                                  |                                                       |          |
| 10 Year Special Lessons In Secret Technique Men’s Bible Vol. 2 あれから10年 秘技伝授 男のバイブルVOL.2                   | Dogma DDT-188                  | 19-07-2008    | Mayura Hoshitsuki, Marin Izumi, Yū Tsuyuno, Ryō Natsume & Akane Mochida                                  |                                                       |          |
| Vomit Enema Ecstasy X ゲロ浣腸エクスタシー X                                                                             | Dogma AVGL-130                 | 22-11-2008    | Mayura Hoshitsuki & Yōka Osawa                                                                           | Présenté au concours AV Grand Prix 2009               |          |

## Sources
- (en) « Tohjiro at IMdB »
- (en) « Tohjiro Filmography at Urabon Navigator »
- (en) « Tohjiro Filmography at Alice Japan »